# Daniel Bergstrand
Daniel Bergstrand (ur. 5 grudnia 1974) – szwedzki producent muzyczny, realizator oraz inżynier dźwięku, a także muzyk, kompozytor i aranżer. Bergstrand na stałe związany jest z Dug-Out Studios w Uppsala, sławę zyskał jako producent nagrań takich grup muzycznych jak In Flames, Strapping Young Lad, Meshuggah, Soilwork czy Behemoth. Ponadto współpracował z takimi grupami jak Lord Belial, Darkane, Blockade, Thyrfing, Nocturnal Rites oraz Stonegard.
W lutym 2010 roku Bergstrand uzyskał nominację do nagrody polskiego przemysłu fonograficznego Fryderyka w kategorii: produkcja muzyczna roku za płytę Evangelion zespołu Behemoth

## Dyskografia
- Meshuggah – Destroy Erase Improve (1995, Nuclear Blast, inżynieria, miksowanie, produkcja)[2]
- Ram-Zet – Intra (2005, Tabu Recordings, miksowanie, produkcja)[3]
- Darkane – Expanding Senses (2002, Nuclear Blast, inżynieria, produkcja, miksowanie)[4]
- In Flames – Reroute to Remain (2002, Nuclear Blast, produkcja, miksowanie)[5]
- Behemoth – The Apostasy (2007, Regain Records, miksowanie)[6]
- Decapitated – Carnival is Forever (2011, Nuclear Blast, inżynieria, miksowanie)[7]
- Meshuggah – Koloss (2012, Nuclear Blast, miksowanie)[8]